# Vincenzo Cotroni

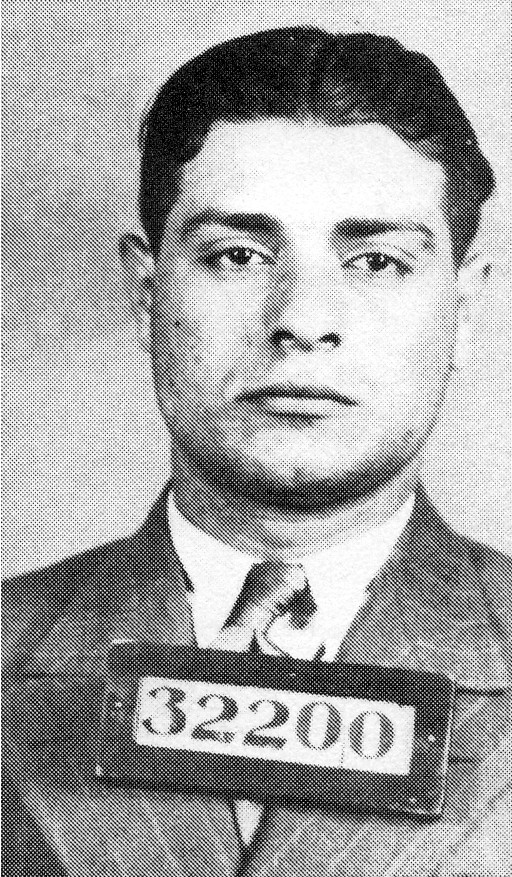
Gefängnis-Foto von Vincenzo Cotroni

Vincenzo Cotroni alias Vic „The Egg“ Cotroni (* 1920 in Mammola, Kalabrien, Italien; † 16. September 1984 in Montreal, Kanada) galt als das Oberhaupt der Cotroni-Familie, welche als Satellitenstaat für die Bonanno-Familie in Montreal tätig war.

## Frühe Jahre in Kanada
Cotroni wurde vermutlich um 1920 in Mammola in Kalabrien geboren, während andere Quellen bereits 1911 als sein Geburtsjahr angeben. 1934, als Cotroni 14 Jahre alt war, emigrierte er mit seiner Familie nach Kanada und wurde in Montreal sesshaft. Schon bald realisierte der jugendliche Vincenzo die Verdienstmöglichkeiten, die man mit illegalen Geschäften wie Drogenhandel, Prostitution und Glücksspiel erlangen konnte. Bis 1945 konnte er sich ein gewisses Maß an Reputation, Reichtum und Macht in der Stadt anhäufen und war in verschiedenen illegalen Aktivitäten involviert, während sich seine beiden Brüder Giuseppe und Francesco Cotroni vornehmlich auf den Drogensektor konzentrierten.

## Das Bonanno-Interesse an Montreal
Bereits nach seiner Etablierung in den 30er Jahren bemerkte auch ein Anführer einer der Fünf Familien aus New York, Joseph Bonanno, die kriminellen Aktivitäten in der kanadischen Großstadt und versuchte seinen Einflussbereich auf Montreal auszuweiten. Zu diesem Zweck begann einer von Bonannos Vertrauten, Carmine Galante, verstärkt Geschäftsreisen zwischen Montreal und New York zu unternehmen und realisierte das große Potential, welches hier bestand. Vor allem die Möglichkeit des Drogenschmuggels erwies sich für Galante als Hauptaugenmerk, da im Rahmen der French Connection Vorläufer bisher hauptsächlich Drogen über Marseille nach New York City geschmuggelt wurden. Mit dem Ende des Zweiten Weltkrieges wurden jedoch die amerikanischen Häfen stärker bewacht, woher sich Montreal als neue und vor allem sicherere Einfuhrroute anbieten würde, um über den Transitpunkt Kanada das Heroin zum Verkauf nach New York City zu schmuggeln. Kurz nach dem Weltkrieg wurde dann auch Montreal als eine Art Satellitenstaat der Bonanno-Familie durch die Kommission bewilligt. Galante strebte sogar im Rahmen der Kontrollgewinnung Mitte der 50er Jahre über Montreal die kanadische Staatsbürgerschaft an, entschied sich jedoch kurzfristig entgegen, nachdem sich andeutete, dass kanadische Behörden ihre amerikanischen Kollegen um Informationen bitten würden, hinsichtlich krimineller Auffälligkeiten.

## Cotroni als Familienoberhaupt
Als neue Variante etablierten nun Bonanno und Galante eine Herrschaftshierarchie bestehend aus Boss und Underboss, welche den Aktivitäten in Montreal vorstehen sollten, in letzter Instanz jedoch der Bonanno-Familie Rechnung stehen mussten. Während als Underboss der Sizilianer und Galante-Partner Luigi Greco eingesetzt wurde, gelangte der Kalabrier Vincenzo Cotroni in die Spitzenposition der Mafia-Familie von Montreal, welche von da an als Cotroni-Familie bekannt werden sollte. (Im Rahmen der Bonanno-Hierarchie wurde vermutlich Cotroni als Capo eingesetzt, der der Montreal Crew bevorstand.) Zwischen der kalabrischen und sizilianischen Fraktion in Montreal gab es immer wieder Reibungen, jedoch ordnete sich Greco gemäß den Vorschriften offiziell Cotroni unter. Probleme sollten sich jedoch für Cotroni aufbauen, als Galante in New York 1960 aufgrund des Verdachts des Imports von großen Mengen an Heroin angeklagt wurde, womit Cotronis Ansprechstelle in New York City vorerst ausgeschaltet war. Neben der ständigen Konkurrenz zu Greco begann Cotroni Paolo Violi als seinen Stellvertreter zu schulen. Die Auseinandersetzungen mit der Greco-Fraktion (und somit mit den sizilianischen Mafiosi) dauerten weiter an, verstärkten sich sogar in den 60er Jahren, während Cotroni immer mehr an Macht anhäufte und Grecos Reputation am Sinken war (dies begründete sich besonders mit einer Anklage 1962 in den Vereinigten Staaten, die Greco zu einem Verbrecher in den USA brandmarkten und er dadurch an Wert und Ansehen in New York und Montreal verlor).

## Auseinandersetzungen mit Nick Rizzuto
Am 3. Dezember 1972 starb Luigi Greco bei einem Unfall in seinem familieneigenen Restaurant in Montreal. Cotroni ernannte daraufhin zum Missfallen der sizilianischen Fraktion Paolo Violi zum Nachfolger Grecos, welcher ebenfalls aus Kalabrien stammte. Somit schien sich das Auseinanderdriften der beiden Gruppierungen in Montreal zu verstärken. Besondere Bedeutung spielte dabei die Ernennung Violis für Nick Rizzuto, ein Mitglied unter Grecos Gruppierung, der in den vergangenen Jahren Macht angehäuft hatte und für viele als logischer Nachfolger Grecos galt. Rizzuto selbst hatte eine auf Gegenseitigkeit beruhende Antipathie gegenüber Violi und dessen Rangerhöhung sollte für Rizzuto als Bedrohung angesehen werden. Violi und Cotroni selbst hatten ebenfalls keine sehr hohe Meinung über Rizzuto, da sie ihn als Einzelgänger bezeichneten, der ihnen den gebührenden Respekt nicht entgegenbrachte. Bereits vor dem Tod Grecos begannen Cotroni und Violi gezielt gegen Rizzuto vorzugehen, indem Violi in Italien sowohl New York das Problem ansprach um eine mögliche Konfliktlösung zu erreichen (in der Hoffnung, dass man für Cotroni/Violi entscheiden würde). Im September 1972 entschied die Bonanno-Familie Vertreter nach Montreal zu schicken, um einen Sit-Down (in etwa ein klärendes Krisengespräch) abzuhalten. Bei diesem wurde jedoch der Vorschlag Cotronis abgelehnt, Rizzuto aus der Familie auszuschließen, zeitgleich müsse Rizzuto jedoch mehr Respekt zeigen. Nick Rizzuto entschloss sich jedoch vorerst zu einem Rückzug, da er wusste, dass die Sache nicht damit aus der Welt geschafft worden war und er mit Attacken der Kalabrier rechnete (allein schon weil Cotroni bereit war, ihn auszuschließen). Rizzuto ging nach Venezuela, wo ein Teil von Geschäftskollegen aus seiner Heimat ansässig war.

## Violi übernimmt langsam die Kontrolle
1974 wurde Cotroni im Zuge einer Untersuchung des organisierten Verbrechens in Quebec vor Gericht geladen, wo er jedoch wegen Verweigerung seiner Hilfe zu einer Haftstrafe von einem Jahr verurteilt wurde. Violi nutzte diese Situation um im Januar 1975 Kontakt mit New York aufzunehmen und eine Veränderung der Hierarchie zu erreichen. Philip Rastelli, der zu dieser Oberhaupt der Bonanno-Familie war, entschied sich dazu Violi vorläufig zum Acting Boss zu erklären und die Situation nach Cotronis Entlassung erneut zu untersuchen, um Violi eventuell direkt zum Boss zu erklären. (Es ist jedoch möglich, dass Cotroni bereits zuvor einen Großteil seiner Macht abgegeben hatte und seinen Nachfolger Violi bereits als Street Boss etablierte.) Wenig später wurde jedoch auch Violi zu einer Haftstrafe verurteilt, da er ebenso Aussagen in der Untersuchung verweigerte. 

## Niederlage Violis und das Ende Cotronis
Violis Machtbasis zerbröckelte jedoch innerhalb kürzester Zeit als Nick Rizzuto begann in den Angriff überzugehen. Violis Consiglieri Pietro Sciarra wurde am 14. Februar 1976 auf offener Straße erschossen, Francesco Violi, den jüngeren Bruder von Paolo erwischte es am 8. Februar 1977, als er in einer Familienfirma mit einer Schrotflinte erschossen wurde. Violi befand sich zu dieser Zeit im Gefängnis um seine Haftstrafe abzusitzen, doch es musste ihm nun bewusst sein, dass die Rizzuto-Familie gegen ihn vorging. Am 20. Januar 1978 wurde Violi in seinem alten Hauptquartier, der Reggio Bar, von einem maskierten Angreifer ebenfalls mit Zuhilfenahme einer abgesägten Schrotflinte (Lupara genannt) erschossen. Mit dieser Ermordung war der Machtkampf zwischen Violi und den Sizilianern um Nick Rizzuto beendet. An der Macht war nun Rizzutos Clan. Obwohl faktisch an der Spitze, entschied man sich jedoch den alternden Paten von Montreal formal an der Spitze der Organisation zu lassen. Machtlos musste Cotroni akzeptieren, dass die Sizilianer die Familie und somit die Geschäfte, besonders in Hinblick auf den Drogenschmuggel, der das Hauptinteresse von Rizzuto darstellte, übernahmen. Die formale Überschreibung der Macht geschah jedoch erst am 16. September 1984 als Cotroni dem Krebs erlag. In einer großen Prozession wurde Cotroni beerdigt, als Vertreter der trauernden sizilianischen Anführer war Vito Rizzuto, Sohn von Nick, zugegen, welcher später selbst als das Oberhaupt der Mafia in Montreal bzw. Kanada gelten sollte und den Prozess einleitete, der die Verbindung mit der Bonanno-Familie langsam trennte.